# Nanny (film)
Nanny è un film del 2022 scritto e diretto da Nikyatu Jusu.
La pellicola è il primo film horror, e Jusu la seconda regista donna nera, a vincere il Gran premio della giuria al Sundance Film Festival.

## Trama
Aisha, un'immigrata senegalese senza documenti, sta mettendo insieme una nuova vita a New York. Viene assunta come tata per prendersi cura della figlia di una ricca famiglia dell'Upper East Side. Aisha sta inseguendo il sogno americano e spera di portare suo figlio che ha lasciato in Senegal nel suo viaggio negli Stati Uniti. Mentre la storia va avanti, è costretta a confrontarsi con una verità nascosta che minaccia di mandare in frantumi il suo precario sogno americano.

## Produzione
Il 13 aprile 2021 è stato annunciato che Nikyatu Jusu avrebbe fatto il suo debutto alla regia con Nanny, un film che ha scritto e che ha fatto parte della Black List delle sceneggiature del 2020, non riuscendo a uscire nelle sale durante quell'anno solare. Nel giugno 2021 Anna Diop, Michelle Monaghan, Sinqua Walls, Morgan Spector, Zephani Idoko e Phylicia Rashad si sono uniti al cast del film. Phylicia Rashad è stata sostituita da Leslie Uggams prima dell'inizio della produzione.

## Riprese
Le riprese principali sono iniziate nel giugno 2021, a New York.

## Distribuzione
Nanny è stato presentato in anteprima mondiale al Sundance Film Festival del 2022 il 22 gennaio 2022. Jason Blum, che si è unito al film come produttore esecutivo dopo l'acquisizione, ha commentato: "Siamo orgogliosi di avere Nanny della sceneggiatrice / regista Nikyatu Jusu come parte della nostra lista per Amazon. È un gioiello di un film horror che combina una regia impressionante e una narrazione potente, ed è degno del Gran Premio della Giuria che è stato assegnato al Sundance. "Gli studi prevedono di distribuire il film sia nelle sale che su Prime Video. Una presentazione speciale del film è stata proiettata al Toronto International Film Festival nel settembre 2022, seguito da uno all'AFI Fest 2022 il 3 novembre 2022. Infine la pellicola è stata distribuita in streaming su Prime Video a partire dal 16 dicembre 2022.

## Accoglienza
Il film ha ricevuto recensioni positive dalla critica. Sul sito web dell'aggregatore di recensioni Rotten Tomatoes, l'89% delle 119 recensioni dei critici è positivo, con una valutazione media di 6,9/10. Il consenso del sito web recita: "Guidata dalla forte interpretazione centrale di Anna Diop, l'elegante e inquietante Nanny è un debutto promettente per la scrittrice-regista Nikyatu Jusu". Metacritic, che utilizza una media ponderata, ha assegnato al film un punteggio di 72 su 100, basato su 30 critici, indicando "recensioni generalmente favorevoli".

## Riconoscimenti
- 2022 – Sundance Film Festival
  - Gran premio della giuria: U.S. Dramatic